# 小威廉·皮特
小威廉·皮特（英語：William Pitt the Younger，1759年5月28日—1806年1月23日），活跃在18世纪晚期、19世纪早期的英国政治家。1783年获任大不列顛王國首相，时年24歲，时至今日，仍然是英国历史上最年轻的首相。1801年辞去首相一职，在1804年再次出任聯合王國首相，却在1806年任内去世。担任首相期间，他同时兼任财政大臣。民间为了把他和他的父亲，老威廉·皮特区分开来，通常会在他的名字后面加上“小”（The Younger）。
小皮特首相任内，欧洲风起云涌，先后爆发了法国大革命和拿破仑战争。一般认为，皮特是一个托利党人（或称新托利党人）。然而，皮特自称“独立的辉格党人”，反对英国发展出过于严密的政党政治系统。
因领导英国对抗法国，小皮特声名大噪。他是一位出色的政治家，效率极高，推行改革，培养出一代优秀的政治家。为筹备对法战争军费，小皮特提高税率，又打压国内激进派。为应对法国支持的爱尔兰叛亂，他提出《1800年联合法令》，又试图解放天主教（Catholic Emancipation）然未成功。皮特创出了“新托利主义”（new Toryism），奠定了托利党在他去世后继续执政二十多年的基础。历史学家查尔斯·佩特里（Charles Petrie）认为他是英国历史上最伟大的首相之一，“国家和平地过渡到新阶段……他了解新英国。”

## 生平

### 早年生涯
威廉·皮特，老威廉·皮特次子，生于肯特郡海耶斯海耶斯宫（Hayes Place）。和他的父亲一样，皮特的母亲海丝特·格倫維爾（Hester Grenville）也来自政治世家，是首相喬治·格倫維爾的姊妹。据传记作家约翰·厄尔曼（John Ehrman）记载，皮特像父亲一样，才华横溢、充满活力，又像母亲，坚定不移、有条不紊。
因为皮特少时体弱多病，他的父母并无让他到学校上学，而是请爱德华·威尔逊牧师（Rev. Edward Wilson）到家中教导他。他天资聪慧，很快能流利地使用拉丁文和希腊文。1773年，皮特入读剑桥大学彭布罗克学院，修读政治哲学，古典学，数学，三角学，化学和历史，时年14。乔治·普雷蒂曼（George Pretyman）是他的导师，两人后来成为密友。皮特担任首相后，先后任命普雷蒂曼为林肯主教（Bishop of Lincoln）、温彻斯特主教，还不断咨询他的意见。威廉·威尔伯福斯是皮特的同窗，两人后来成为好友，在国会中互相支持。深造期间，皮特并不热衷于交际，很少踏出校园。尽管如此，他还是很平易近人的：据威尔伯福斯回忆，皮特充满智慧，还有一点幽默，玩乐时完全无拘无束。1776年，他未进行毕业试就离开了剑桥。当时，皮特收入不高，还受到疾病困扰。1779年，他的父亲去世了，因此，他继承了一笔遗产。后来，他在林肯律師學院（Lincoln' s Inn）攻读法律，在1780年获得了律师资格。

### 初入政坛
在1780年9月的英国大选中，皮特竞逐剑桥大学选区国会议员选举，未取得成功。落选后，他仍然希望取得国会席位。在同窗查尔斯·曼纳，第四代拉特兰公爵（Charles Manners, 4th Duke of Rutland）的帮助下，他获得了詹姆斯·劳瑟（James Lowther）的支持。1781年1月，劳瑟在自己控制的阿普尔比选区，通过补选的方式，把皮特送进了下议院。讽刺的是，在取得国会席位后，他强烈地反对口袋选区。
在国会中，皮特一改以往低调的作风，首次发表了演说。起初，他向几个位高权重的辉格党人（如查尔斯·詹姆斯·福克斯）看齐。和其他辉格党人一样，皮特强烈反对父亲继续镇压美国革命的意见。他上书诺斯勋爵，建议他和美国媾和。皮特还支持国会改革法令，当中有一项是针对选举贿选行为的。他遇上了旧友威尔伯福斯，他已经是赫尔选区议员了，重逢后，两人常常在下议院的画廊里会面。
1782年，诺斯勋爵政府倒台，辉格党人查爾斯·沃森-文特沃斯，第二代羅金漢侯爵获任为新首相。皮特获邀担任副爱尔兰财政大臣（Vice-Treasurer of Ireland）属下的一个低级职位，考虑到职位级别过低，皮特拒绝了邀请。三个月后，罗金汉勋爵病逝，由另一个辉格党人威廉·佩蒂，第二代謝爾本伯爵顶替他的职位。罗金汉政府的不少辉格党大臣（当中包括福克斯）都拒绝加入新政府。然而，皮特很乐意加入谢尔本政府，并获任为财政大臣。
福克斯成为了皮特的终生政敌，并和诺斯勋爵结盟，企图合力推翻谢尔本政府。1783年，谢尔本勋爵辞职，虽然福克斯从政经验丰富，享有不小名声，是首相热门人选，但是因为乔治三世十分厌恶他，所以他无缘出任首相。国王邀请皮特出任首相，但皮特明智地拒绝了，因为他在下议院缺乏支持，如果上任，管治将会举步维艰。最后，波特兰公爵出任首相，但实际的权力掌握在福克斯-诺斯联盟手中。
随着谢尔本政府的倒台，皮特失去了财相职位，转为反对党。他重提国会改革问题，意图离间福克斯-诺斯联盟，因为联盟中包含了改革的支持者和反对者，重提改革会使他们之间再起争端。他不主张扩大选民范围，但要求废除口袋及腐败选区。虽然他的提案未获通过，但是却使得不少福克斯的支持者转而投向自己。
在美国独立战争中，英国获败，北美殖民地成功独立，英国举国震惊。战争显露出英国的几个问题：筹备军费的能力有限、在国际上孤立无援、过分依赖漫長脆弱的大西洋航線。而且，这是英国百多年来首次同时面对新教、旧教敌人。各种纷争越演越烈，废奴呼声日益高涨。国会所忧虑的问题已经由过于强大的王权改为选举腐败、财政赤字。改革支持者希望能铲除病入膏肓的体制。1783年，巴黎和约签订，美国独立战争告终，英国对美禁运亦随之结束，国内经济开始复苏。同年末，在乔治三世的干预下，福克斯-諾斯聯盟倒台，皮特获任为首相。历史学家认为，英国从失去北美殖民地的失败中得到了教训，所以能够更好地应对即将爆发的法国大革命。

### 取得权力
1783年末，福克斯-诺斯联盟政府提出改革东印度公司的印度草案，在国王的阻挠下未获通过，而联盟政府亦随之倒台。福克斯称草案十分重要，因为它可以避免东印度公司破产。皮特则回应到：“………必须承认自己侵犯了他人自由。这是暴君之间的争执、奴隶的信条。”乔治三世反对草案。虽然下议院通过了草案，但是上议院在国王的威胁下否决了草案。未几，乔治三世解散联盟政府，委任皮特为新首相。
此时，一场宪政危机爆发了。在国会里，大部分议员都是敌视皮特的，皮特处处受到制约。一些历史学家认为，他出任首相，不可避免的给予王权决定性的意义。另一些历史学家则认为，乔治三世把赌注押在了皮特身上。
皮特上任时年24岁，时至今日仍是英国历史上最年轻的首相。当时有一篇流行的短诗，把皮特出任首相一事讽刺为：“把国家托付给一个学童”。当时不少人认为，乔治三世委任皮特为首相只是一个权宜之计，皮特的最终会被更有经验的政治家取代。然而，新政府并没有像时人预测那样迅速被取代，更维持了17年之久。
为削弱反对党的，皮特邀请福克斯派加入内阁，企图和他们结盟，却遭到拒绝。新政府一组成，就举步维艰，在1784年1月，国会更通过了一个不信任动议。然而，皮特拒绝因而辞职（史无前例）。他继续保持和国王的关系，以获得支持。皮特更加争取到上议院的支持，后者通过了一个动议，以表示对他的支持。在全國層面上，不少人已请愿的形式，希望一些议员能够转向支持皮特。
同时，他獲倫敦市授予“自由市民”榮譽。当皮特从庆典归来时，兴奋的民众把皮特的座驾拉到了他家。当皮特的座驾经过辉格党俱乐部时，一群人试图袭击他的座驾。当这一消息传开去时，人们认为，这是福克斯及其党徒不择手段，企图拉皮特下台的表现。
皮特在公众间获得了“诚实的比利”的美誉，和不诚实、贪污和缺乏原则的上届政府相反。虽然皮特在国会屡遭挫折，却仍未辞职。联盟的实力在不断减少，因为不少成员离开了反对党。
1784年3月，乔治三世解散国会，大选因而开始。在国王的支持下，皮特在大选中立于不败之地。财政部甚至拨款贿赂选民，使他们倾向执政党，执政党迅速得到大众支持。在大部分热门选区，都是皮特派和福克斯派的正面交锋。一开始，民众似乎在两派之间摇摆，但到了最后，很多反对党成员既没有转枪头又没有退休更没有求和，甚至没有参选。
全国最大的选区之一，威斯敏斯特选区是少有的例外。这个选区的其中一个席位先前由福克斯占据。两党投入在这个选区的经费，估计占全国经费的四分之一。为取得该区两个国会席位，福克斯要和两个皮特党人苦战。选举结束后，其结果又受到质疑，相关人员要一张张地验证所有选票，其结果一年后仍未公布。福克斯无奈之下唯有买下蒂茵自治市的口袋选区议席。不少人认为，是皮特在暗中拖延选举结果公布。最后，有关方面放弃了验票，宣布福克斯当选威斯敏斯特区国会议员。皮特则在他一直争取的剑桥大学选区胜出，从此，这个选区一直由皮特代表，直到他去世。

### 初任首相
在国会得到了多数派支持后，皮特有了引入新法令的机会。他任内首个重大立法是1784年印度法令，将重整东印度公司，监控公司职员，以免他们作出贪污行为。按照法令，将会有一个新的委员会监管东印度公司，和福克斯未获通过的印度草案不同，委员会成员将会由英皇任命。法令通过后，皮特获选入委员会，而主席一职则由悉尼勋爵（Lord Sydney）出任。为加强英国政府对印度的统治，孟买、马德拉斯两地总督的自主权遭到削减，而印度总督查尔斯·康沃利斯的权力则得到加强。1786年，悉尼勋爵进一步增强了总督的权力。
在内政方面，得到先前经验的皮特担忧自己能否成功改革国会。1785年，皮特引入一个废除26个腐败选区、轻微扩大选民范围的法令。虽然皮特、福克斯都支持这个法令，但是这个法令仍然被下议院否决。从此，皮特就再未提出过国会改革的法令。

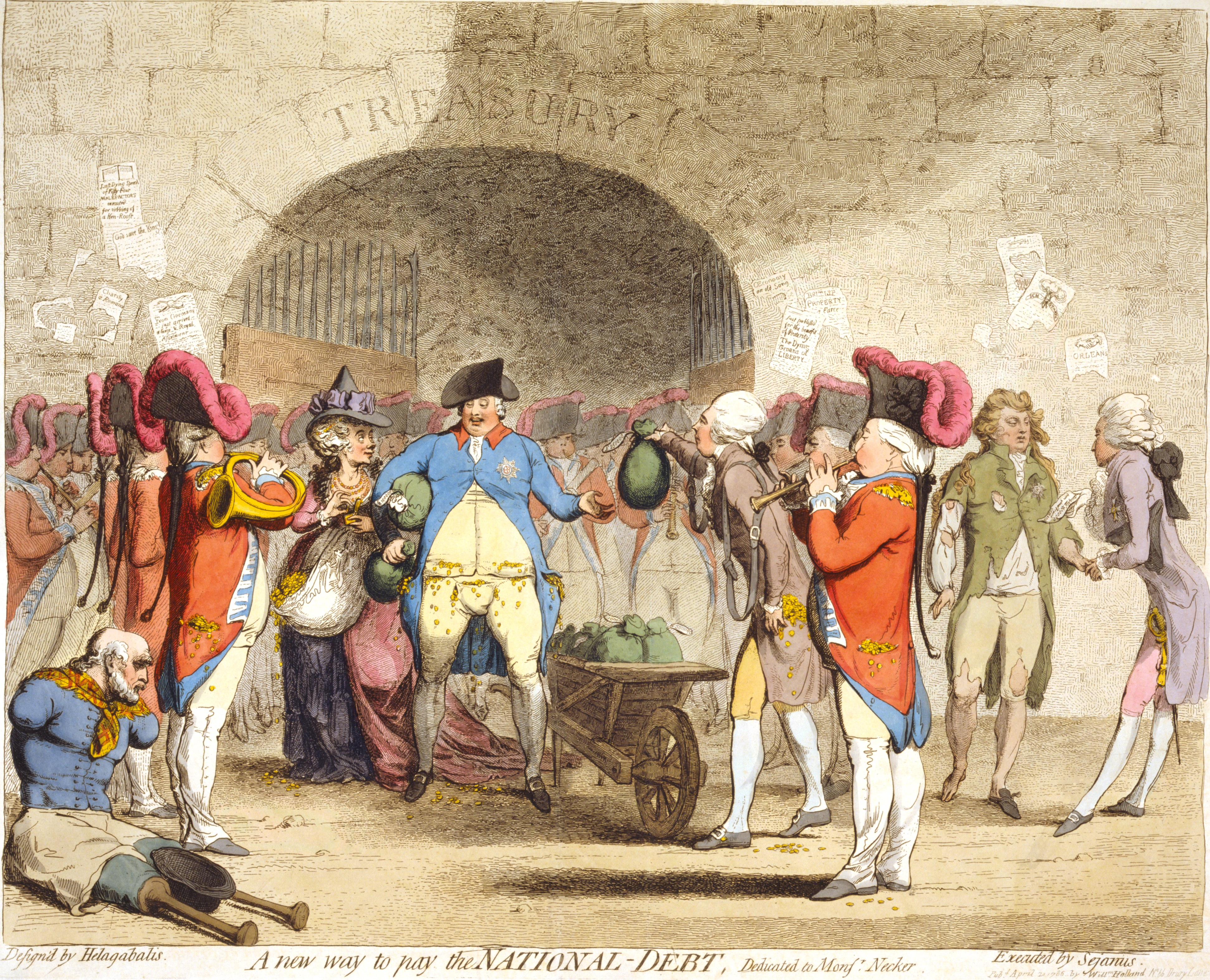
在詹姆斯·吉尔雷的讽刺漫画“偿还国债的新方法”里面，乔治三世和夏洛特皇后用国库的钱偿还王室债务，而小皮特还递上一个钱袋。

皮特忧虑的另一个国内问题是国债问题，政府债务因美国革命而大幅增加。为偿还债务，他开征新税、打击走私行为。1786年，他又引入偿债基金（Sinking fund）削减债务。每年超过预算的一百万英镑将会拨入一个基金，以累计利息，这笔基金最终会用在还债的用途上。考虑到政府最近举的债，这个系统在1792年得到了扩张。
为减少法国在欧洲大陆的影响力，皮特寻求和欧洲大陆国家缔结联盟。1788年，英国和普鲁士、荷兰结为三头同盟（Triple Alliance）。在1790年爆发的努特卡危机（Nootka Crisis）期间，皮特凭借着同盟的支持，迫使西班牙放弃对美洲西岸的领土主张。但这是同盟对英国的唯一好处。
1788年，乔治三世突然病倒，无法自控，病因不明。如果君主无法执行他在宪法中的责任，国会可以选出一位摄政王。各派都一致认为，只有乔治三世的长子威尔士亲王乔治王子殿下适宜担任摄政王。然而，乔治王子是福克斯的支持者，如果他被宣布为摄政王，他肯定会罢免皮特。不过，乔治王子并没有担任摄政王的机会 - 国会把两个月的时间花在讨论一些技术性的问题，结果，乔治三世在1789年2月回复正常，刚刚获得通过的摄政法令（Regency Bill）顿时毫无作用。
1790年大选后，执政党仍然在国会内占多数，皮特连任首相。1791年，皮特着手解决随着加拿大人口增长而来的问题。他引入了1791年构成法（Constitutional Act of 1791），将魁北克省一分为二，即主要为法国人居住的下加拿大和主要为英国人居住的上加拿大。1792年8月，乔治三世任命皮特为荣誉性质的虚职五港总督（Lord Warden of the Cinque Ports），在一年之前，国王曾询问过他，是否接受嘉德勋章，他婉拒了，推荐国王将勋章颁给长兄，约翰·皮特，第二代查塔姆伯爵。

### 法国大革命

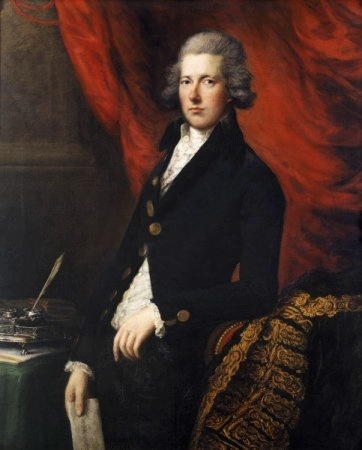
威廉·皮特

法国大革命爆发，促使自1785年皮特改革法令被否决后就再无提及的国会改革被再度提出。但改革支持者却很快被扣上激进主义者和法国革命党同谋的帽子。为打压激进主义运动，在1794年，皮特政府更控诉三人犯有叛国罪，却均未成功。国会着手立法，禁言改革支持者。编写诽谤国家的出版物的个人会遭到处罚，在1794年，人身保护令被暂停。其他打压激进主义运动的措施有煽動性集會法令（Seditious Meetings Act，限制个人在公众场合集会的权利）、1799年结社法（Combination Act 1799，限制支持国会改革的党社规模）。而皇家海军人手不足的问题，皮特则在1795年引入了名额制（Quota System）应对，作为对现行的强征制（Impressment）的补充。
对法战争使得军费日益高昂，影响了英国经济。和后来的拿破仑时期不同，当时英国只有规模很小的陆军，只能通过海军和盟国的陆军抗衡法国。1797年，为免国库藏金量进一步下跌，皮特被迫禁止个人将纸币兑换为金币。英国在接下来的20年里，都在使用纸币。皮特更首次在英国开征所得税。新税弥补了间接税的损失，却打击了贸易。尽管他作出了种种努力，法国仍在战争中击败了第一次反法同盟的其他成员，同盟在1798年破裂。不久后，第二次反法同盟组成，成员包括英国、奥地利、俄罗斯和奥斯曼，再次未能击败法国。在1800年6月14日爆发的马伦哥战役中，法国险胜奥地利，同盟再次解散，英国被迫单独对抗法国。

### 辞任首相
法国大革命引致由英国统治的爱尔兰王国出现了宗教和政治问题。1798年，爱尔兰民族主义者更揭竿而起，认为法国人会帮助他们推翻英国统治。皮特深信，解决这个问题的唯一方法是大不列颠合併爱尔兰为一个国家。在平定叛乱后，他进一步开展工作。1800年，联合法令获通过，两国合併。为确保爱尔兰国会会通过法令，英国政府賄賂了一些议员，让他们投赞成票。1801年1月1日，大不列颠和爱尔兰正式合併为大不列颠及爱尔兰联合王国。

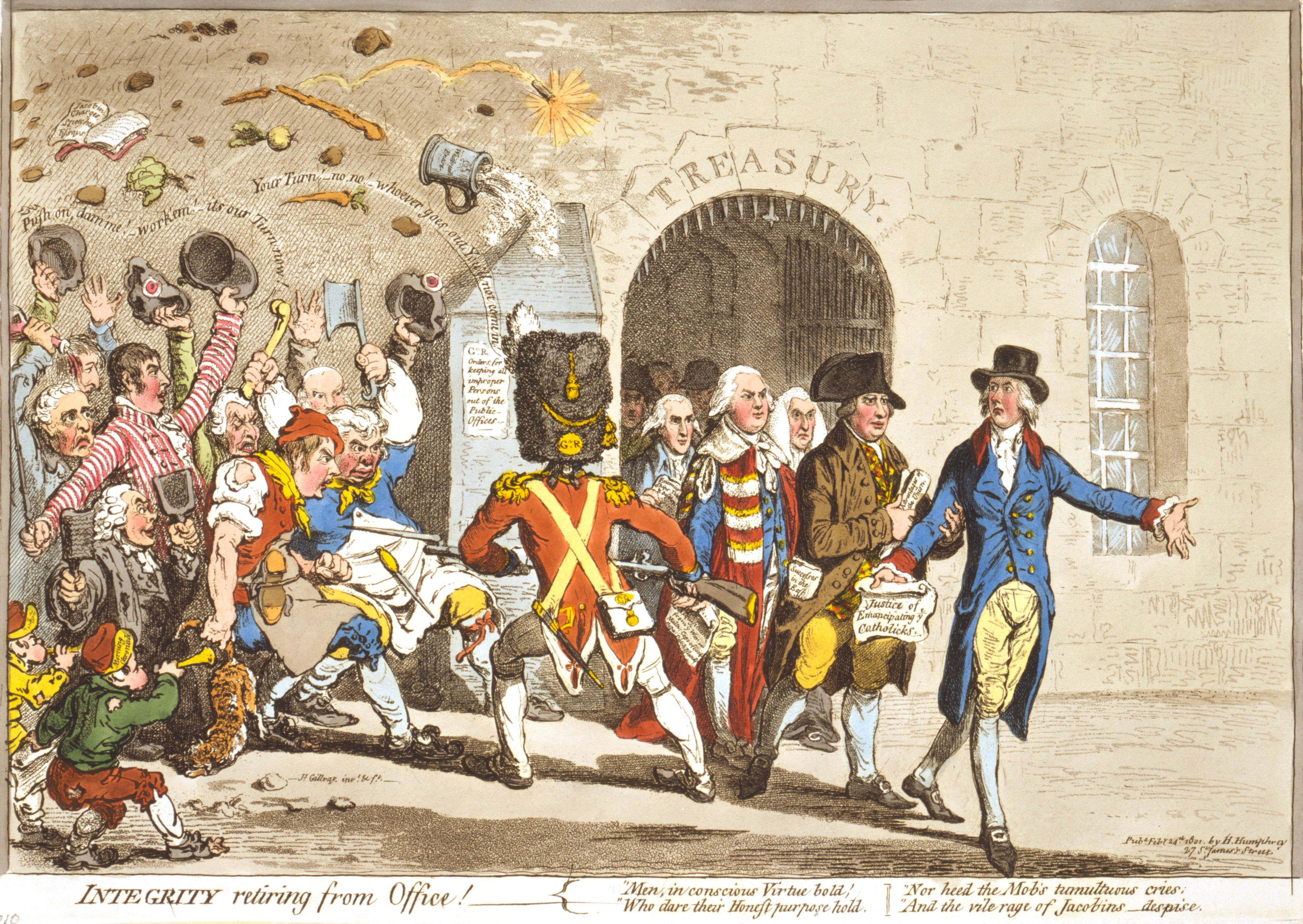
吉尔雷的“光明磊落的辞职！”讽刺了皮特辞职一事。（绘于1801年）

皮特希望能通过消除政治上对天主教徒的各种限制，解放天主教，巩固统治。然而，乔治三世坚决反对解放天主教，还说这样做会违背他加冕时保护國教會的誓言。皮特无法说服他，在1801年1月16日辞职，由他的政治盟友亨利·阿丁頓接替他，出任政府首脑。适逢乔治三世旧病复发，因此，阿丁頓不能获得正式任命。尽管皮特已经辞职，但是他仍暂代首相一职。1801年2月18日，皮特提出了年度预算。同年3月14日，乔治三世康复，皮特将权力交给阿丁顿。
皮特支持新政府，但并不积极。他经常缺席国会会议，住在五港總督（Lord Warden of the Cinque Ports）的官邸沃尔默堡里。以前，他只会在夏末到沃尔默居住，辞职后他由春至夏都在沃尔默居住。

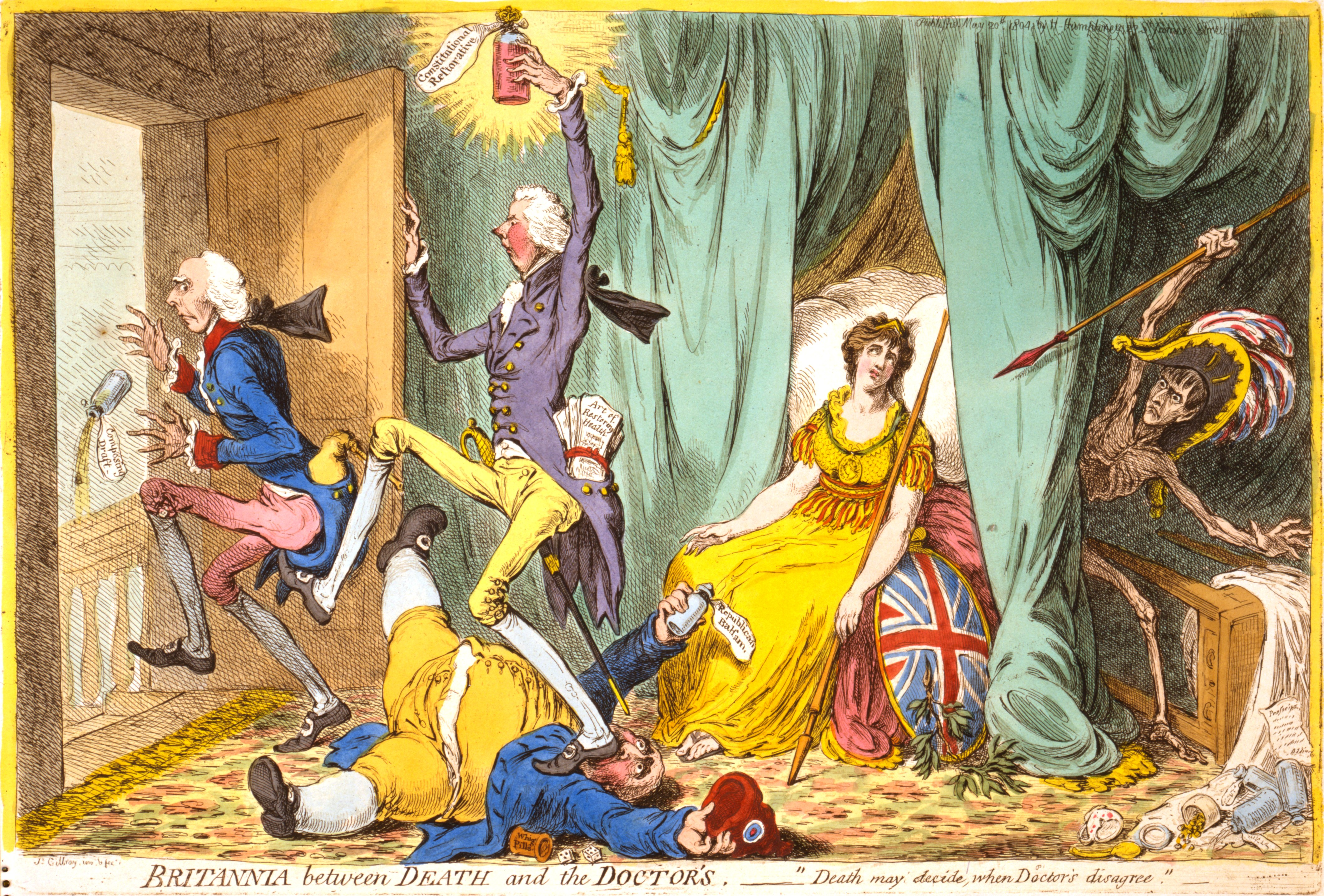
在吉尔雷的讽刺漫画“在死亡和医生之间的不列颠尼亚”（绘于1804年）中，皮特医生把阿丁顿医生踢出不列颠尼亚的病房。

在沃尔默期间，他参与了组织地方民兵的工作，以防法军入侵，被Trinity House任命为一个营的上校，同时兼任Trinity House（英格兰、威尔士等地一个管理灯塔的机构）的局长。除此之外，皮特还参与了修建圆型炮塔（Martello tower）、在罗姆尼湿地（Romney Marsh）开凿皇家军事运河（Royal Military Canal）。他租用了邻近的农地，在上面开辟小径，道边排上树木。皮特的甥女赫斯特·斯坦霍普贵女（Lady Hester Stanhope），帮他打点花园，是沃尔默的女主人。
法国分别在1799年和1801年迫使俄罗斯帝国和神圣罗马帝国承认法兰西共和国，而英国则和法国签署了亚眠条约，法国大革命战争结束。1803年，英国和拿破仑法兰西帝国再起争端。尽管阿丁顿邀请了皮特加入内阁，但是皮特却改变初衷，转而加入反对党。执政党遭到皮特派和福克斯派的反对，失去多数地位。1804年4月末，阿丁顿见大势已去，决定辞去首相一职。

### 再任首相

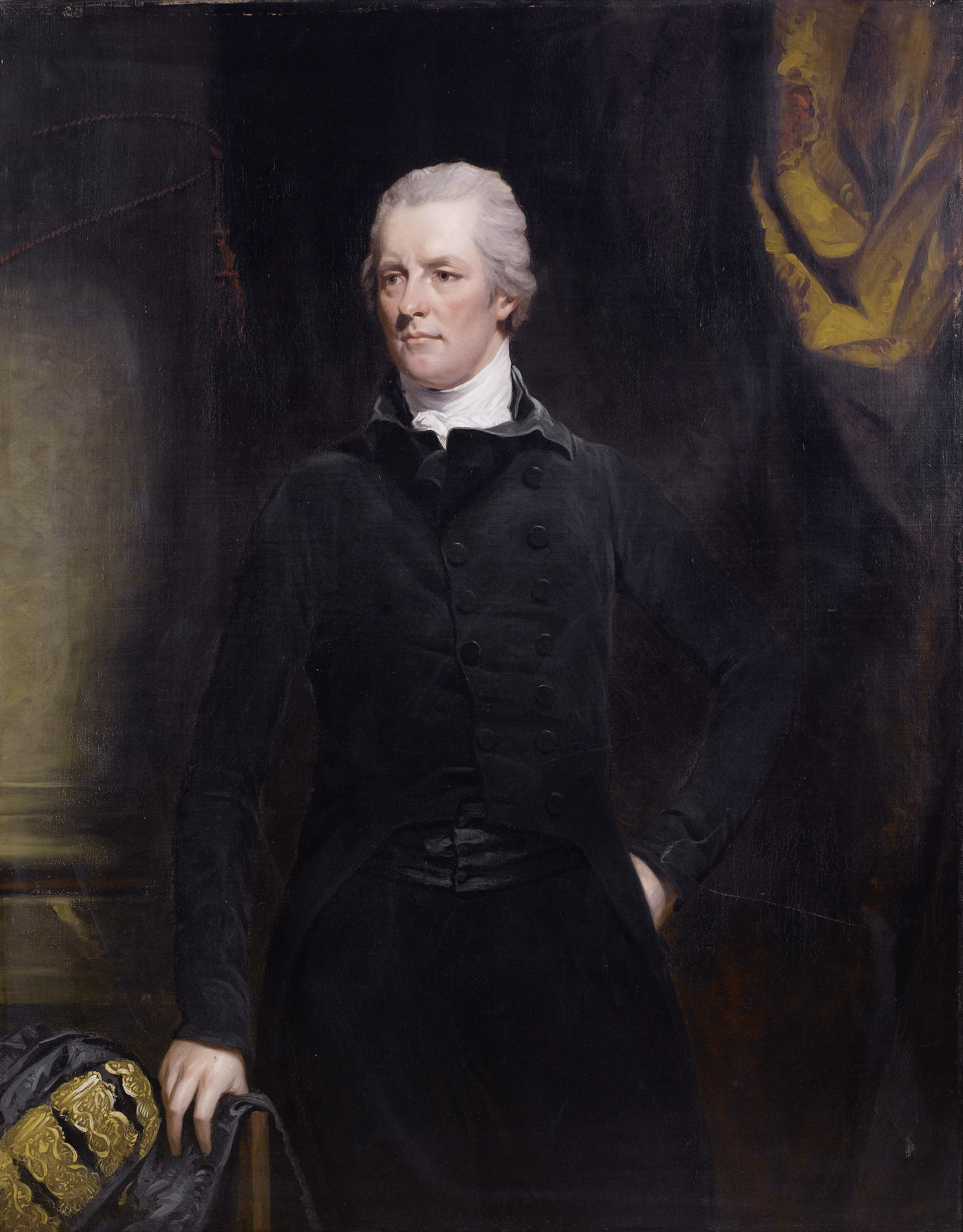
中年皮特

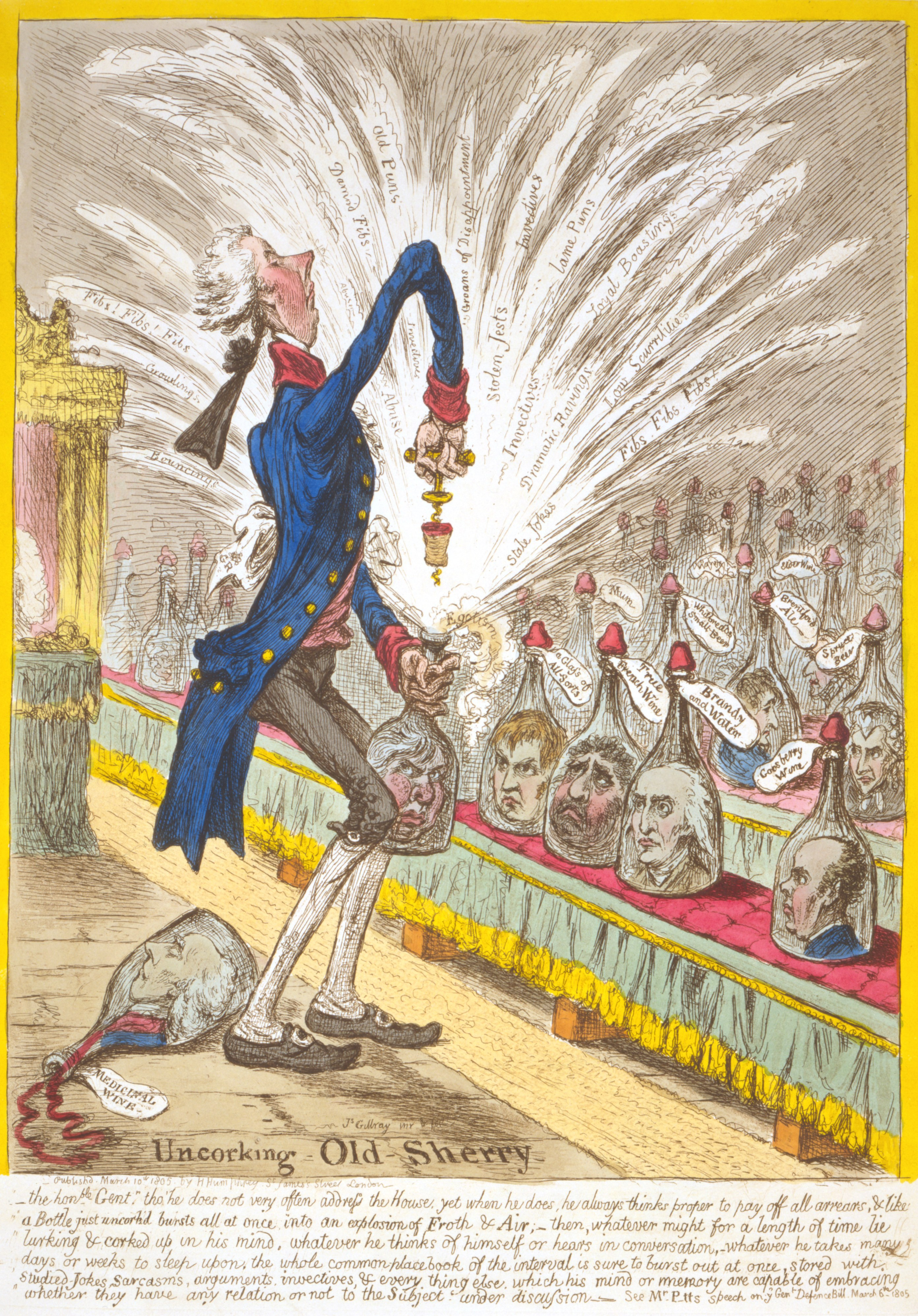
在吉尔雷的讽刺漫画“陈年雪莉酒开瓶”（绘于1805年）中，皮特开了一瓶“谢里登酒”，空气中随即浮现出各种有恶意的字。

1804年5月10日，皮特再度任相。他原计划邀请福克斯加入政府。但是，计划遭到乔治三世反对，因此，皮特没有按照原计划行事。然而，不少以前支持皮特的人，包括阿丁顿，都加入了反对党。所以，他的第二次内阁，并没有第一次那么强势。
在皮特的努力下，英国加入了第三次反法同盟，除英国外，同盟的成员还包括奥地利、俄罗斯和瑞典。1805年10月，英国海军中将霍雷肖·纳尔逊，第一代纳尔逊子爵在特拉法加战役中重创法西联合舰队，确立了此后英国海军的霸主地位。在伦敦市长的一场年度宴会上，与会者向皮特敬酒，称他为“欧洲救世主”，皮特则回应到：“感谢各位赞誉。但单独一个人是拯救不了欧洲的。英国凭着自身努力及信念自救，而我相信，英国将会以她的表率拯救欧洲。”
经过两场大败（分别为1805年10月的乌尔姆战役和同年12月的奥斯特里茨战役）后，反法同盟再次破裂。皮特听到奥军在奥斯特里茨大败的消息后说：“卷起这幅欧洲地图吧，十年内它不会再有用了。”

### 任内逝世
奥军惨败的消息打击了皮特的健康。他自幼体弱多病，患有痛风，而他的病情更因酗酒恶化。他酗酒这个恶习，是自15岁起，遵照医嘱，每天喝一瓶波特酒造成的。1806年1月23日，皮特逝世，死因疑似是胃及十二指肠潰瘍。他终身未婚，并无子女。
皮特身后欠下四万英镑债务，但国会同意以他的名义，替他还清。国会更通过了一个动议，公开安葬皮特，并为他修建纪念碑。皮特生前的政敌福克斯也赞成这个动议。2月22日，他的遗体葬于威斯敏斯特大教堂。接替皮特的是威廉·温德姆·格伦维尔，第一代格伦维尔男爵，后者促成了賢能內閣（阁员包括福克斯）。

## 后世评价
小威廉·皮特是一位有能力的首相，能够统领内阁。尽管他有时会受到内阁阁员反对，但他确立了首相在政府里的角色：各部门间的协调者及监管者。然而，因为乔治三世权倾朝野，所以皮特在政府里的影响力不是非常大。皮特之所以能够当上首相，全靠乔治三世支持，而不是靠民意和下议院支持。
皮特的成就之一是改善了政府自美国独立战争后，每况愈下的财政状况。他整理了国债，又改革税制，提高了征税效率。

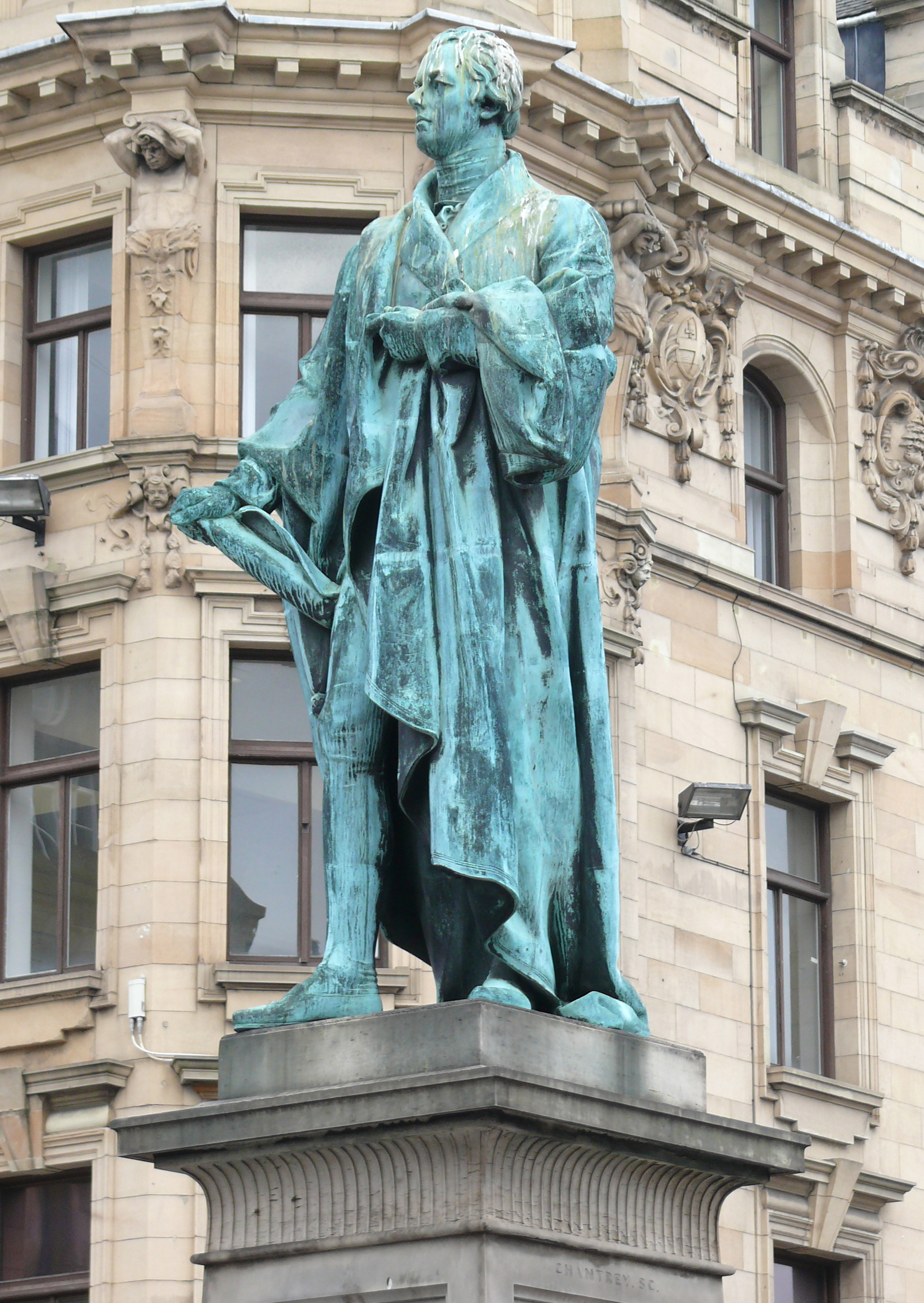
爱丁堡乔治街皮特像

皮特的另一些内政计划没有成功。他未能改革国会、解放天主教，也未能禁止奴隶贸易（在他去世一年后，国会通过了1807年奴隶贸易法案，禁止了奴隶贸易）。曾为皮特作传的英国政治家夏伟林认为，未能禁止奴隶贸易是皮特政治生涯中最大的遗憾。夏偉林注意到，在皮特政治生涯末期，政治情势是容许提出废奴法令的。海牙觉得，皮特之所以错事良机，是因为他已经是“强弩之末”。夏偉林以为皮特的首相任期“测试了首相任期可以有多长。1783年至1792年间，每当皮特遇到了难题，他都能巧妙地解决问题。1793年后，皮特虽有决心，但仍显露出一点犹豫。1804年后，皮特被一系列的战争和反对声音拖垮了...”
皮特私底下是商人、银行家托马斯·雷克斯（Thomas Raikes，1741年 - 1813年）的好友。雷克斯是法国大革命时期，英格兰银行（英国中央银行）的行长，为免银行的黄金储备流失，在储户取钱时，以纸币取代黄金。1797年2月26日，英格兰银行开始发行面值分别为一英镑和两英镑的纸币。

## 大众文化

### 电影及电视劇集
皮特在多部电影及电视劇集出现过。罗伯特·多纳特（Robert Donat）在1942年的传记电影《小皮特先生》（The Young Mr. Pitt）中饰演了皮特。在1994年的电影《疯狂的乔治王》中，皮特由朱利安·沃德姆（Julian Wadham）饰演。在2006年的电影《奇妙恩典》（Amazing Grace）中，皮特由班奈狄克·康柏拜區扮演，电影描述了皮特和威廉·威伯福斯之间的友谊。在電視處境喜劇《黑爵士》第三季中，皮特被誇張成一个少年首相，由西蒙·奥斯本（Simon Osborne）扮演。在電視劇集《唐宁街10号》（Number 10）中，皮特由杰里米·布雷特饰演。

### 地点
1788年，探险家亚瑟·菲利普在澳大利亚发现了一条水道，并将之命名为皮特水道（Pittwater）。悉尼中央商务区有一条街叫皮特街（Pitt St.）。而在悉尼城外近温莎处，有两个小镇，一个叫皮特镇，另一个叫威尔伯福斯镇。位于威尔士的斯诺多尼亚国家公园（Snowdonia）中，有一块岩石叫皮特头（Pitt's Head）。北卡罗来纳州有一个縣叫皮特縣（Pittsboro），该州还有一个縣以小皮特的父亲为名，叫查塔姆縣。马来西亚槟城有一条街以他为名，當地华人俗称为椰角街。在香港九龙，有一条街以他为名，叫碧街。

## 注腳
1. ↑  Hague 2005，p. 14
2. ↑  Hague 2005，p. 19
3. ↑  Ehrman 1984，p. 4
4. ↑  Hague 2005，p. 30
5. ↑  Hague 2005，p. 46
6. ↑  Hague 2005，p. 89
7. ↑  Hague 2005，p. 62 - 65
8. ↑  Hague 2005，p. 71
9. ↑  Hague 2005，p. 99
10. ↑  Hague 2005，p. 124
11. ↑  Hague 2005，p. 140
12. ↑  Hague 2005，p. 146
13. ↑  Hague 2005，p. 152
14. 1 2  Hague 2005，p. 166
15. 1 2  Hague 2005，p. 170
16. 1 2  Hague 2005，p. 182
17. ↑  Hague 2005，p. 191
18. ↑  Hague 2005，p. 193
19. ↑  Turner 2003，p. 94
20. ↑  现世历史学家普遍认为，乔治三世患上当时还未发现的紫質症，这种病若无适当治疗，会使患者精神受到极大影响。
21. ↑  Hague 2005，p. 309
22. ↑  Ennis 2002，p. 34
23. ↑  Hague 2005，p. 479
24. ↑  Hague 2005，p. 484
25. ↑  Hague 2005，p. 526
26. ↑  Hague 2005，p. 529 - 533
27. ↑  Hague 2005，p. 565
28. ↑  Hague 2005，p. 578
29. ↑  Hague 2005，p. 581
30. ↑  Hague 2005，p. 590